# Маноло Хіменес
Маноло Хіменес (ісп. Manuel Jiménez Jiménez, нар. 26 січня 1964, Арааль) — колишній іспанський футболіст, що грав на позиції захисника. По завершенні ігрової кар'єри — тренер.
Майже усю ігрову кар'єру провів у «Севільї», яку згодом також і тренував. У складі національної збірної Іспанії — учасник чемпіонату світу 1990 року.

## Клубна кар'єра
Вихованець футбольної школи клубу «Севілья Атлетіко».
У дорослому футболі дебютував 1983 року виступами за «Севілью», в якій провів чотирнадцять сезонів, взявши участь у 354 матчах чемпіонату. Більшість часу, проведеного у складі «Севільї», був основним гравцем захисту команди.
Завершив професійну ігрову кар'єру у клубі «Реал Хаен», за команду якого виступав протягом 1997—1998 років.

## Виступи за збірну
12 жовтня 1988 року дебютував в офіційних матчах у складі національної збірної Іспанії в товариській грі проти збірної Аргентини.
У складі збірної був учасником чемпіонату світу 1990 року в Італії, зігравши проти збірної Уругваю в груповому етапі (0:0) і збірної Югославії (1:2) в 1/8 фіналу.
Протягом кар'єри у національній команді, яка тривала усього 3 роки, провів у формі головної команди країни 15 матчів.

## Кар'єра тренера
Розпочав тренерську кар'єру невдовзі по завершенні кар'єри гравця, 2000 року, очоливши тренерський штаб клубу «Севілья Атлетіко».
27 жовтня 2007 року, після відставки Хуанде Рамоса, Маноло був призначений тренером першої команди «Севільї». Під керівництвом Хіменеса команда за підсумками сезону 2008/09 зайняла 3 місце і повернулась до групового етапу Ліги чемпіонів. 24 березня 2010 року, після домашньої нічиєї 1:1 з «Хересом», Хіменес був звільнений з посади тренера. До того клуб в останніх п'яти матчах тричі зіграв внічию і двічі зазнав поразки, а також вилетів з 1/8 фіналу Ліги чемпіонів.
7 жовтня 2010 року Хіменес очолив грецький АЕК, підписавши дворічний контракт. 30 квітня 2011 року Маноло виграв Кубок Греції, здолавши в фіналі «Атромітос» (3:0). 5 жовтня він покинув клуб за обопільною згодою.
31 грудня 2011 року Хіменес був призначений головним тренером «Сарагоси», замінивши звільненого Хав'єра Агірре. В новому клубі пропрацював півтора року і був звільнений від своїх обов'язків наприкінці сезону 2012/13, за підсумками якого клуб зайняв останнє місце і покинув Ла Лігу.
4 листопада 2013 року очолив катарський клуб «Аль-Райян», команду якого Маноло Хіменес очолював як головний тренер до 2015 року.
19 січня 2017 року Хіменес повернувся в АЕК. За результатами сезону 2017/18 привів команду до першого за попередні 24 роки звання чемпіона Греції. Утім клуб і тренер, чий контракт саме завершувався, не змогли домовитися про його подовження і Хіменес залишив Грецію.
Вже наступного дня після залишення грецького чемпіона, 26 травня 2018, прийняв пропозицію повернутися на батьківщину, обійнявши позицію головного тренера «Лас-Пальмаса», який саме понизився в класі до Сегунди. Провів на чолі команди лише 15 матчів, в яких вона здобула лише п'ять перемог, суттєво ускладнивши завдання з повернення до Ла-Ліги, і 16 листопада того ж року був звільнений.
5 лютого 2019 року утретє прийшов на тренерський місток афінського АЕКа. Здобув «бронзу» національної першості в сезоні 2018/19, після чого команду знову залишив.
З жовтня 2019 року по липень 2020 тренував еміратський «Аль-Вахда», а напрцкінці того ж року учетверте піднявся на тренерський місток афінського АЕКа, з яким працював до завершення сезону. Згодом з осені 2022 до березня 2023 знову був головним тренером «Аль-Вахди».

## Статистика

### Клубна
| Чемпіонат | Чемпіонат   | Чемпіонат        | Ліга | Ліга |
| Сезон     | Клуб        | Ліга             | Ігри | Голи |
| Іспанія   | Іспанія     | Іспанія          | Ліга | Ліга |
| --------- | ----------- | ---------------- | ---- | ---- |
| 1983-84   | «Севілья»   | Ла Ліга          | 1    | 0    |
| 1984-85   | «Севілья»   | Ла Ліга          | 13   | 0    |
| 1985-86   | «Севілья»   | Ла Ліга          | 30   | 0    |
| 1986-87   | «Севілья»   | Ла Ліга          | 43   | 0    |
| 1987-88   | «Севілья»   | Ла Ліга          | 36   | 1    |
| 1988-89   | «Севілья»   | Ла Ліга          | 36   | 0    |
| 1989-90   | «Севілья»   | Ла Ліга          | 37   | 0    |
| 1990-91   | «Севілья»   | Ла Ліга          | 23   | 0    |
| 1991-92   | «Севілья»   | Ла Ліга          | 33   | 0    |
| 1992-93   | «Севілья»   | Ла Ліга          | 25   | 0    |
| 1993-94   | «Севілья»   | Ла Ліга          | 2    | 0    |
| 1994-95   | «Севілья»   | Ла Ліга          | 27   | 0    |
| 1995-96   | «Севілья»   | Ла Ліга          | 32   | 0    |
| 1996-97   | «Севілья»   | Ла Ліга          | 16   | 0    |
| 1997-98   | «Реал Хаен» | Сегунда Дивізіон | 9    | 0    |
| Всього    | Всього      | Всього           | 363  | 1    |

### Збірна
| Збірна Іспанії | Збірна Іспанії | Збірна Іспанії |
| Роки           | Ігри           | Голи           |
| -------------- | -------------- | -------------- |
| 1988           | 3              | 0              |
| 1989           | 8              | 0              |
| 1990           | 4              | 0              |
| Всього         | 15             | 0              |

### Тренерська
Станом на 2 вересня 2015
| Клуб               | Рік       | Результат | Результат | Результат | Результат | Результат |
| Клуб               | Рік       | І         | В         | Н         | П         | В %       |
| ------------------ | --------- | --------- | --------- | --------- | --------- | --------- |
| «Севілья Атлетіко» | 2000–2007 | 266       | 123       | 79        | 64        | 46,24     |
| «Севілья»          | 2007–2010 | 134       | 71        | 23        | 40        | 52,99     |
| АЕК                | 2010–2011 | 50        | 25        | 8         | 17        | 50,00     |
| «Реал Сарагоса»    | 2011–2013 | 66        | 22        | 11        | 33        | 33,33     |
| «Аль-Райян»        | 2013–2015 | 25        | 6         | 7         | 12        | 24,00     |
| Загалом            | Загалом   | 541       | 247       | 128       | 166       | 45,66     |

## Досягнення

### Як тренера
- Володар кубка Греції (1):

АЕК: 2010-11
- Чемпіон Греції (1):

АЕК: 2017–18